# 지도북초등학교
지도북초등학교는 전라남도 신안군 지도읍 봉리길 518-57(봉리 240)에 있었던 초등학교이다.

## 연혁
- 1947년 4월 1일 지도북국민학교 개교
- 1956년 7월 15일 어의분교장 설립 인가
- 1956년 7월 23일 지도북국민학교 어의분교 개교
- 1963년 7월 31일 포작분교장 개교
- 1967년 4월 1일 지도북국민학교, 어의분교, 포작분교 도서벽지학교 '을'급 지정
- 1982년 3월 1일 지도북국민학교 본교 도서벽지학교 지정 해제
- 1982년 10월 1일 지도북국민학교 본교 도서벽지학교 '병'급으로 재지정
- 1986년 1월 1일 지도북국민학교 도서벽지학교 '라'급 조정, 어의분교, 포작분교 '가'급 조정
- 1989년 9월 1일 어의분교, 포작분교 도서벽지학교 '나'급 조정
- 1995년 9월 1일 포작분교장 폐교 및 지도국민학교 통폐합
- 1996년 3월 1일 지도북초등학교 개칭
- 1999년 9월 1일 폐교 및 지도초등학교 통폐합, 어의분교장 이관